# 29 (число)
29 (два́дцять де́в'ять) — натуральне число між 28 і 30

## Математика
- 229 = 536870912

## Наука
- Атомний номер Міді

## Дати
- 29 рік; 29 рік до н. е.
- 1829 рік
- 1929 рік
- 2029 рік